# Gare de Bellignat
Gare de Bellignat vasútállomás Franciaországban, Bellignat településen.

## Vasútvonalak
Az állomást az alábbi vasútvonalak érintik:
- Andelot-en-Montagne–La Cluse-vasútvonal

## Kapcsolódó állomások
A vasútállomáshoz az alábbi állomások vannak a legközelebb:
- Gare de Brion - Montréal-la-Cluse
- Gare d’Oyonnax